# Habenzins
Habenzinsen sind Zinsen, die ein Kreditinstitut für im Einlagengeschäft entgegengenommene Sicht-, Spar- und Termineinlagen seinen Kunden vergütet.

## Allgemeines
Habenzinsen werden grundsätzlich auf alle Arten von Bankguthaben gezahlt. Der Habenzins ist der Preis für die Geldüberlassung durch die Gläubiger der Bankguthaben. Je höher der Habenzins ist, desto mehr werden die Einleger zur Geldanlage animiert und umgekehrt. Allerdings steigt mit der Höhe der Habenzinsen auch gleichzeitig das Risiko der Einleger, dass sie ihre Geldanlage möglicherweise nicht ganz oder gar nicht zurückerhalten; höhere Zinsen und Renditen können allgemein ein Indiz für die Krise eines einzelnen Geldinstituts darstellen. Dieses Risiko wird in Deutschland und weltweit durch Einlagensicherung minimiert oder vollständig ausgeschlossen.

## Arten
Entsprechend der drei – nach Laufzeit oder Kündigungsfrist – gestaffelten Einlagearten unterscheidet man
- Habenzinsen für Sichteinlagen: Sichteinlagen werden bei vielen Kreditinstituten nicht verzinst oder höchstens mit 0,25 % p. a.
- Termingeldzinsen für Termineinlagen: die Zinsen richten sich nach der aktuellen Geldmarktlage und werden bei Fälligkeit der Geldanlage mit dem Kapital ausgezahlt. Kommt es zur automatischen Verlängerung, können die Termingeldzinsen kapitalisiert werden.
- Sparzinsen werden auf Spareinlagen jeder Art vergütet. In Deutschland ist der Referenzzinssatz der für Spareinlagen mit einer Kündigungsfrist von 3 Monaten (Spareckzins).

Bei anderen Formen der Geldanlagen (Bank- und Sparkassenbriefe und -schuldverschreibungen) spricht man nicht von Habenzinsen, sondern von Anleihezinsen.

## Situation in Deutschland

### Höhe
Bis April 1967 gab es in Deutschland seit Dezember 1936 eine Zinsverordnung, durch die die Höhe der Habenzinsen (für Laufzeiten bis 2 ½ Jahren) fest vorgegeben war, während die Sollzinsen an den Diskontsatz gekoppelt wurden. Habenzinsen unterlagen nicht der aktuellen Marktlage, sondern wurden administrativ festgelegt.
Seit der Zinsliberalisierung richtet sich die Höhe der Habenzinsen neben dem allgemeinen Zinsniveau auch nach der Art (Sicht-, Termin- oder Spareinlagen), Laufzeit der Geldanlage, Betragshöhe der Geldanlage und der Verhandlungsmacht des Bankkunden. Sparzinsen sind meist die höchsten Zinssätze aller drei Einlagearten. Die normalerweise große Zinsdifferenz zwischen Soll- und Habenzinsen kann teilweise auch damit erklärt werden, dass die zu verzinsenden Bankguthaben vollständig der Mindestreservepflicht der Kreditinstitute gegenüber der EZB unterliegen. Die von den Kreditinstituten bei der Zentralbank zu hinterlegenden Mindestreserven können nicht an Kreditnehmer ausgeliehen werden und schmälern so die Ertragsbasis der Banken.
Teilweise wird kritisiert, dass bei Senkungen der Leitzinsen die Habenzinsen sofort angepasst würden, während die Sollzinsen lange Zeit unverändert bleiben und umgekehrt.
Tendenziell zahlen Online-Banken höhere Habenzinsen als klassische Banken, weil es keine Anlageberatung gibt und diese virtuellen Institute mit wenig Personal auskommen.

### Rechtsgrundlagen
Ein Anspruch des Bankkunden auf Habenzinsen aus Sparverträgen und anderen Geldanlagen ergibt sich aus §§ 700 Abs. 1, § 488 Abs. 1 BGB. Habenzinsen sind prozessrechtlich eine Nebenforderung im Sinne des § 4 Abs. 1 Halbsatz 2 ZPO zur Hauptforderung des angelegten Kapitals. An der Eigenschaft als (bloße) Nebenforderungen ändert es dem BGH zufolge auch nichts, dass sie mit der Hauptforderung zu einem einheitlichen Forderungsbetrag zusammengefasst wurden.
Der BGH schlug zunächst vor, dass sich die Konditionen von Sparverträgen an den Vorgaben der Bundesbank orientieren sollten, ließ aber den zu wählenden Referenzzins offen. Er war lediglich der Auffassung, dass sich der Referenzzinssatz – dessen Veränderung Anlass und Höhe einer Zinsanpassung bestimme – sich bei Spareinlagen, die wegen des damit verbundenen Verlustes der Abschlussprämie wirtschaftlich sinnvoll nicht vorzeitig gekündigt werden, grundsätzlich an Zinsen für vergleichbare langfristige Spareinlagen zu orientieren habe. Wenige Monate später verlangte der BGH, dass die Geldinstitute die Zinsentwicklung bei Sparverträgen für die Kunden transparenter machen müssten. Dabei seien in sachlicher und zeitlicher Hinsicht Parameter zu wählen, die dem Erfordernis der Vorhersehbarkeit und Kontrollierbarkeit von Zinsänderungen genügten.

### Bankwesen
Den Bankkunden vergütete Habenzinsen erscheinen in der Gewinn- und Verlustrechnung der Kreditinstitute nach § 29 RechKredV in der Position Zinsaufwand, sofern sie einen Aufwand mit Zinscharakter darstellen.

## Sonstiges
Die Differenz zwischen Habenzins und Inflation bezeichnet man als Realzins.